# Pacific Comics
Pacific Comics var ett amerikanskt numera nedlagt serieförlag. När förlaget lades ner 1984 flyttades några av titlarna över till First Comics och Eclipse Comics.

## Titlar
- Alien Worlds (flyttades till Eclipse)
- Bold Adventure
- Captain Victory and the Galactic Rangers
- Edge of Chaos
- Elric of Melniboné (flyttades till First)
- Groo the Wanderer (flyttades till Eclipse)
- Ms. Mystic (flyttades till Continuity Comics)
- Pacific Presents
- Rog-2000
- Silver Star (senare i Topps Comics)
- Silverheels (moved to Eclipse)
- Skateman
- Somerset Holmes (flyttades till Eclipse)
- Starslayer (flyttades till First)
- Sun Runners (flyttades till Eclipse, senare Sirius och Amazing Comics)
- Twisted Tales (flyttades till to Eclipse)
- Vanguard Illustrated
- Vanity